# Bandera del Vietnam
La bandera del Vietnam és vermella amb una estrella de cinc puntes groga al centre. Serveix com a bandera del règim comunista que hi ha al país.
La simbologia és la següent: l'etrella representa el Vietnam, mentre que el vermell és la sang vessada per la independència.

## Històric
Pel que fa a les bandes antigues, l'or representa el color de la pell del poble vietnamita i les tres bandes vermelles els territoris de Tonkin, Annam i la Conxinxina. Aquesta bandera fou dissenyada per l'emperador Thành Thái el 1890 i fou represa per l'emperador Bao Daï el 1948.

## Banderes antigues

Bandera de la Indoxina francesa (1887-1954)
Bandera de l'Imperi de Vietnam, estat satèl·lit de L'Imperi Japonès (1945)

### Vietnam del Nord

Bandera del Vietnam del Nord (1945-1955)
Bandera del Vietnam del Nord (1955-1976)

### Vietnam del Sud

Bandera del Vietnam del Sud (1955-1975)
Bandera del Vietnam del Sud (1975-1976)